# National Center for Complementary and Integrative Health
National Center for Complementary and Integrative Health (på dansk: Det Nationale Center for Komplementær og Integrativ Sundhed) (NCCIH) er en amerikansk myndighed, som undersøger komplementær og alternativ medicin (KAM). Det blev oprindeligt skabt som Office for Alternative Medicine (OAM), og omdøbt til " the National Center for Complementary and Alternative Medicine (NCCAM), før de tog sit nuværende navn.
NCCIH er en af de 27 institutter og centre, der udgør National Institutes of Health (NIH) i Department of Health og Human Services i den føderale regering i USA.
Dens erklærede mission er: "at definere, gennem streng videnskabelig undersøgelse, anvendeligheden og sikkerheden af komplementære og alternative behandlingsinterventioner, og disse roller i at forbedre sundhed og sundhedspleje".

## Organisation og historie

### Navn og mission statement
NCCIH blev etableret i oktober 1991, som Office of Alternative Medicine (OAM), som blev re-etableret som NCCAM i oktober 1998 og igen som NCCIH i December 2014. Navneændringen til NCCIH har været diskuteret som et forsøg fra centeret for at afbøde kritik, eksempelvis for at undgå udtrykket "alternativ" og at distancere sig fra at have finansieret undersøgelser af tvivlsom værdi.
NCCAM's erklærede mission fortæller, at de er "dedikeret til at udforske komplementære og alternative helbredelsepraksisser ud fra et strengt videnskab synspunkt, uddanne forskere i  komplementær og alternativ behandling; og formidling af autoritativ information til offentligheden og fagfolk." Som NCCIH, er missionen "at definere, gennem en streng videnskabelig undersøgelse, anvendeligheden og sikkerheden af komplementære og alternative behandlingsinterventioner, og deres roller i at forbedre sundhed og sundhedspleje."

## Kritik
NCCIH er blevet kritiseret af Steven E. Nissen, Stephen Barrett, og Kimball Atwood blandt andre, for, sammen med den National Heart, Lung and Blood Institute, at finansiere en undersøgelse af EDTA kelation terapi i forbindelse iskæmiske hjertesygdom, som varede i omkring 10 år og koste omkring $31 millioner, selv om mindre, kontrollerede forsøg vist at kelation er ineffektivt. Andre NCCIH-finansierede undersøgelser, har omfattet fordelene ved fjernbøn for AIDS-ramte, virkningerne af citron- og lavendel æteriske olier på sårheling, "energi kelation", og "rotter stresset af hvid støj".

## Eksterne links
- NCCIH hjemmeside
- NCCIH forskningsresultater
- NCCIH Clearinghouse Arkiveret 6. april 2015 hos  Wayback Machine, det offentlige kontaktpunkt for videnskabeligt baseret information på KAM, og for at få oplysninger om NCCIH
- NCCIH Kongressens bevillinger (Webside ikke længere tilgængelig)
- Hvorfor National Center for Complementary and Alternative Medicine (NCCAM), Bør Være Defunded Essay af Wallace I. Sampson, M. D.
- Udvalget for Skeptisk Undersøgelse Arkiveret 9. januar 2022 hos  Wayback Machine